# ソルタムM66 160mm迫撃砲
ソルタムM66 160mm迫撃砲は、イスラエルのソルタム・システムズ社が開発した口径160mmの迫撃砲である。

## 概要
M66迫撃砲はフィンランドのタンペラ社（現・パトリア社）製のM58迫撃砲をベースとして開発されており、砲の支持架部分についている牽引用の車輪を周回位置に持っていくことで360°全周囲旋回が可能である。
M66迫撃砲はイスラエル国防軍で通常の地上据置型として使用された他、M4シャーマンの車体を大改造してM66を搭載したマクマト 160mm自走迫撃砲も製造された。マクマト（Makmat）とはヘブライ語でMargema Kveda Mitnayaat＝自走重迫撃砲の略称であり、M3ハーフトラックにソルタムM65 120mm迫撃砲を搭載した自走迫撃砲もマクマトと呼ばれる。
また、エクアドル、シンガポール、南アフリカ共和国に輸出もされている。

## 画像

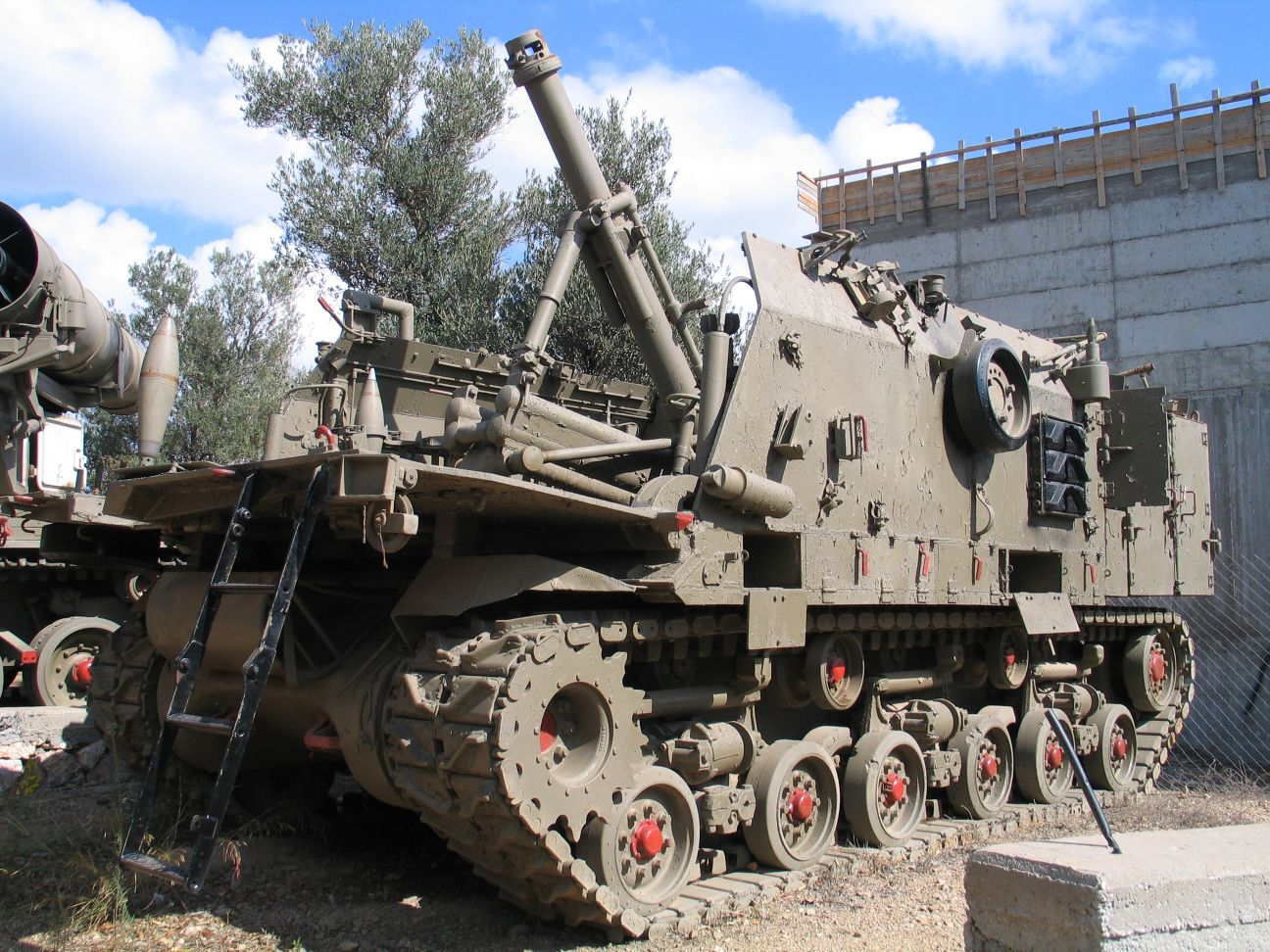
マクマト 160mm自走迫撃砲。 イスラエル砲兵隊博物館の展示品。
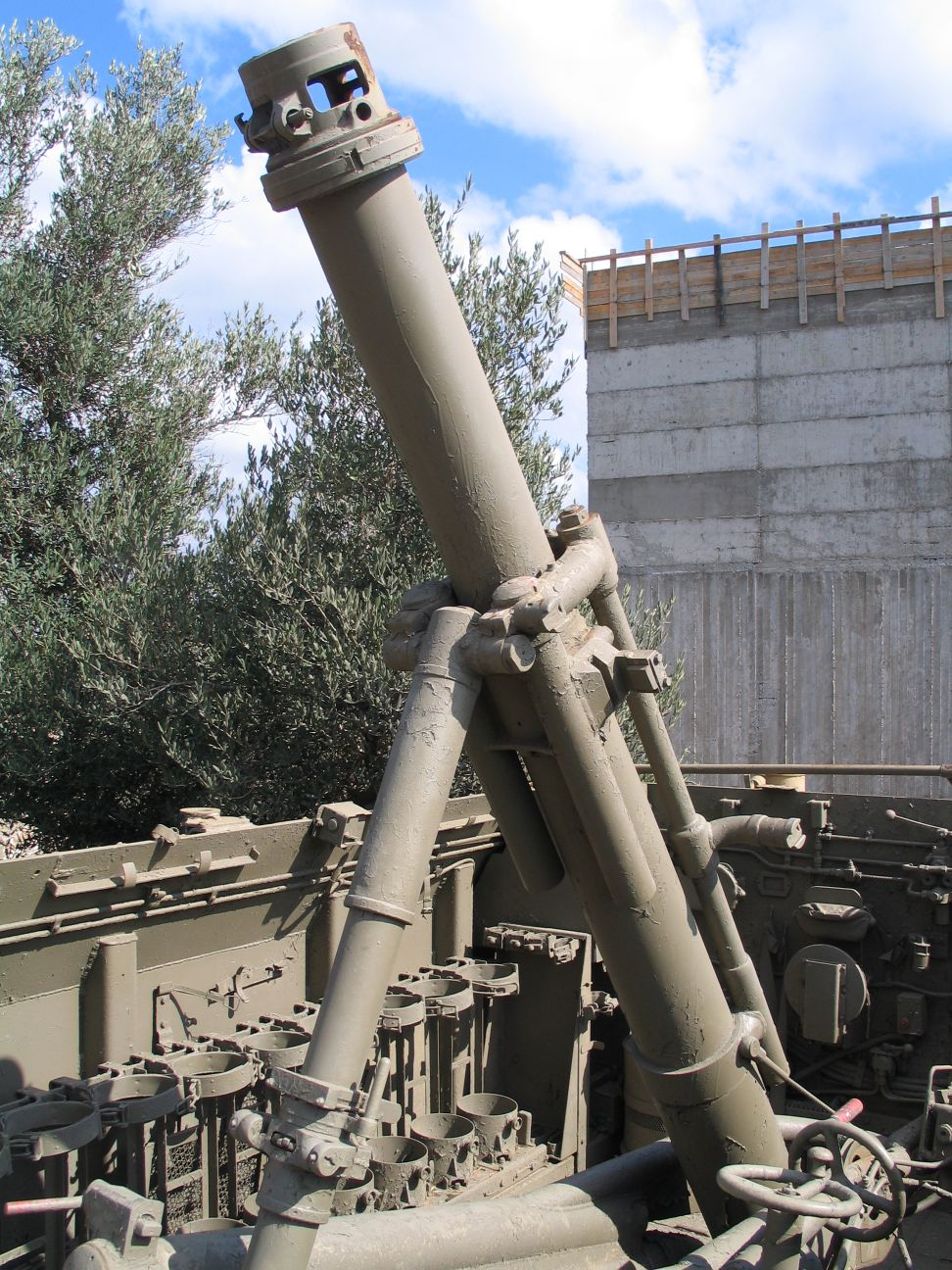
マクマト自走迫撃砲の搭載砲

## 運用国
- イスラエル
- エクアドル
- シンガポール - 2023年時点で、シンガポール陸軍が12門のタンペラM58を保有している[1]。
- 南アフリカ共和国